# Kodeks Mendoza

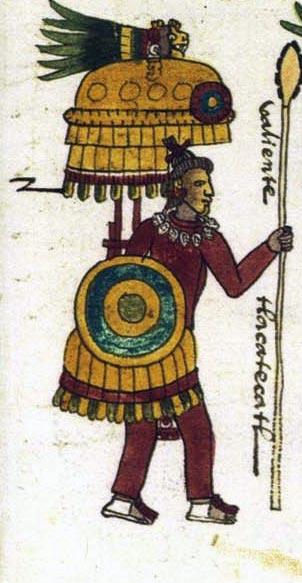
Fragment strony z Kodeksu Mendoza przedstawiający wojownika.

Kodeks Mendoza – znany również pod nazwą Codex Mendocino, średniowieczny dokument opisujący historię pierwszych władców i życie codzienne Azteków.

## Historia
Kodeks Mendoza został wykonany na początku XVI wieku na zlecenie wicekróla Meksyku Antonia de Mendoza. Powód jego powstania nie jest do końca jasny. Przypuszcza się, że miał być szczególną relacją dla króla Karola V o życiu ludzi na terenach Meksyku. Manuskrypt został wysłany do Hiszpanii, lecz przed wyspą San Domingo (Isla Espnola) statek został przechwycony przez Francuzów a kodeks znalazł się w rękach André Thévet – podróżnika, pisarza i kosmografa króla Francji Henryka II. W 1590 roku kodeks został zakupiony przez angielskiego kapelana Richarda Hakluyt za sumę równoważna 5 funtów angielskich. Tu historia kodeksu urywa się i dopiero w XVII wieku pojawia się on na liście Johna Seldena jako jeden z najcenniejszych dzieł w jego ośmiotysięcznej bibliotece. Obecnie Kodeks Mendoza znajduje się w Bibliotece Oksfordzkiej imienia Sir Thomasa Bodleya.

## Opis
Kodeks Mendoza został namalowany przez indiańskiego skrybę a jego komentarz w języku nahuatl wykonał anonimowy (podpisał się jedynie literą J) hiszpański zakonnik. Manuskrypt uważany jest za najbogatsze źródło informacji na temat życia codziennego Azteków, ich kultury, codziennych obyczajów, poglądów etycznych, sztuki i handlu. Obrazy, pełne kolorów i hieroglifów, stanowiły nieocenione źródło poznania symboliki azteckiej. Kodeks posiada trójdzielną kompozycję. Pierwsza część opowiada historię pierwszych królów Tenochtitlánu. Druga część poświęcona jest tematyce handlowej, gospodarczej. W niej można się dowiedzieć np. o ilości danin składanych ostatniemu królowi Azteków – Montezumie Xocoyotzinowii lub o rodzajach haraczy, ich najbardziej cennych formach czy też o cenach niektórych przedmiotów. Trzecia część opowiada między innymi o życiu człowieka od jego narodzin aż po śmierć, opisuje zasady dobrego wychowania dzieci a także o prawach i obowiązkach męża i żony oraz obowiązkach dobrego władcy.

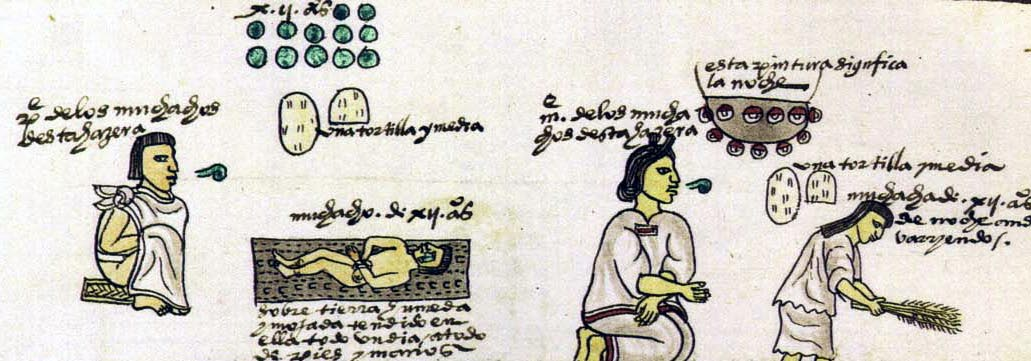
Fragment strony kodeksu – Ojciec uczy dwunastoletniego syna sztuki wojennej, matka uczy córkę obowiązków domowych.

### Symbolika w Kodeksie
W Kodeksie wiele postaci i wydarzenia przedstawione są za pomocą znaków. Poznanie ich znaczenia ideograficznego pozwala na zrozumienie historii zawartej na kartach manuskryptu. Bogowie najczęściej byli przedstawieni tylko za pomocą znaku ręki, królowie lub ważniejsi kacykowie oznaczeni byli za pomocą niebieskiego diademu i najczęściej siedzieli na plecionej macie.
Kapłani dla odróżnienia malowani byli z czarną twarzą i włosami splecionymi z tyłu a z ich ucha wypływała kropelka krwi. Mężczyźni zawsze posiadali ciemniejszą skórę.
Przy wymienianiu plemion, przy ich hieroglifie, znajdował się znak głowy. Bardzo ważnymi znakami występującymi na większości stronach kodeksu są: poziomy przecinek oznaczający mowę, rysunek nosa oznaczający początek, rysunek zębów w czerwonych dziąsłach oznaczający „blisko”, ślady stopy oznaczający „nad” lub „działanie” i wreszcie piktogram śladów trzech stóp oznaczający „pełno”.

## Publikacje

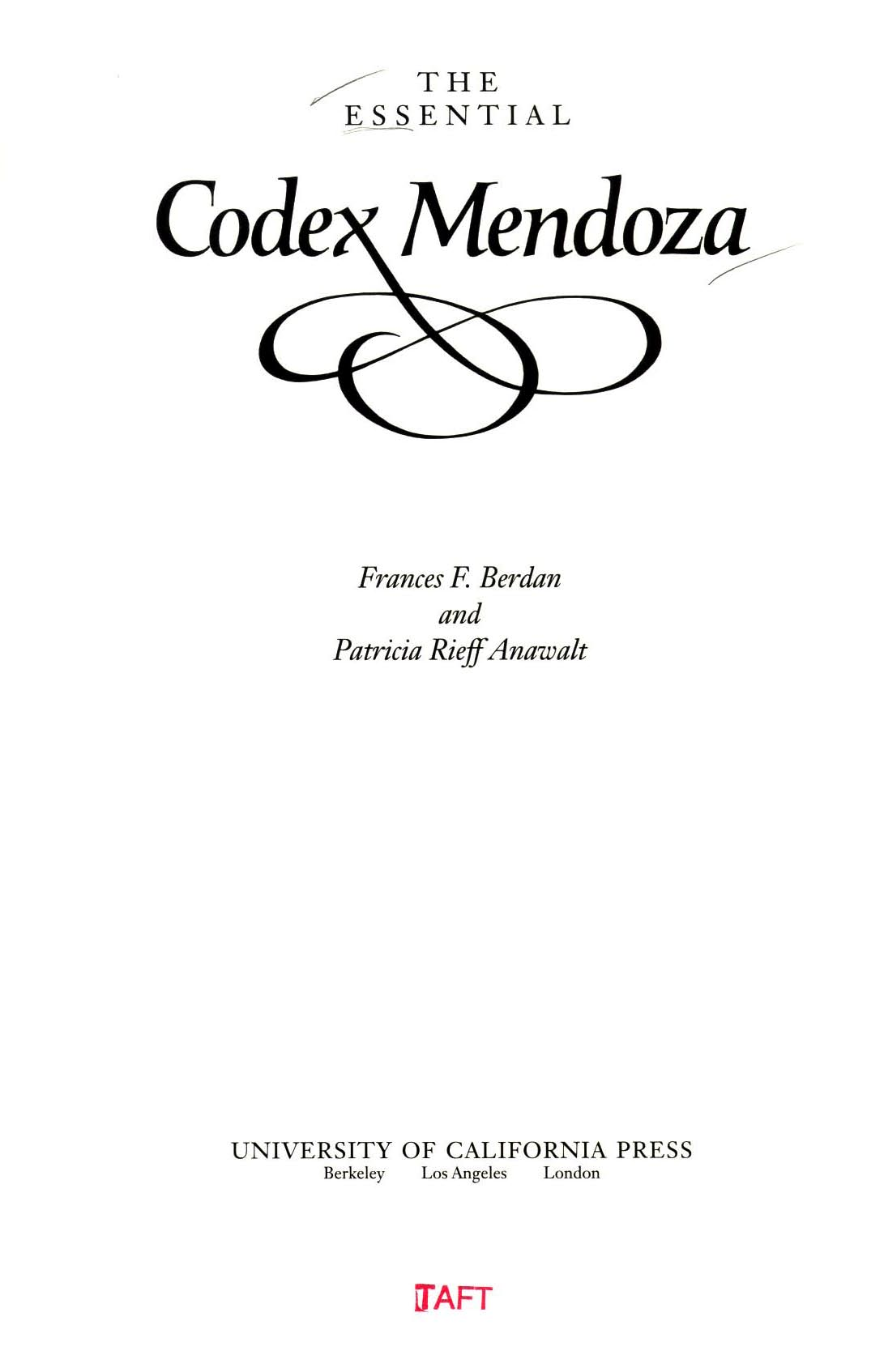
Strona tytułowa jednego z wydania Kodeksu Mendoza

- Codex Mendoza 1992 	The Codex Mendoza. By F. Berdan and P Anawalt, University of California Press, Berkeley.
- 1541 - 1542	Codex Mendoza, Manuscript, original at Bodleian Library, Oxford University; photographic copy at Brigham Young University Codices
- 1831- Copy of the collection of Mendoza, preserved in the Selden Collection of Manuscripts, in the Bodleian Library at Oxford, In Antiquities of Mexico, by Lord Kingsborough. v. 1. 73 p. Robert Havell and Conaghi, London
- 2001 - "In The Oxford Encyclopedia of Mesoamerican Cultures: The Civilizations of Mexico and Central America." David Carrasco, ed. v. 2, pp. 205-208 Oxford University Press, Oxford, England
- 1992 Der Codex Mendoza Spektrum der Wissenschaft 10:68-81 Heidelberg
- 1949	Diccionario de elementos fonéticos en escritura jeroglífica (Códice Mendocino) Universidad Nacional Autónoma de México. 46 p, Mexico
- 1994	Diccionario de elementos fonéticos en escritura jeroglífica (Códice Mendocino) Jesús Monjarás-Ruiz, Elena Limón, and María de la C. Paillés H., eds. pp. 221-259 Instituto Nacional de Antropología e Historia, Mexico
- 1999 Ox In Escritos diversos: obras de Robert H. Barlow, v. 7. Jesús Monjarás-Ruiz and Elena Limón, eds. pp. 311-313

Instituto Nacional de Antropología e Historia, Mexico
- 1992 Codex Mendoza The Codex Mendoza. By F. Berdan and P Anawalt, University of California Press, Berkeley
- 1997 Essential Codex Mendoza University of California Press. 268 p., Berkeley
- 1981 City as symbol in Aztec thought: the clues from the Codex Mendoza

History of Religions 20(3):199-223 Chicago

## Galeria

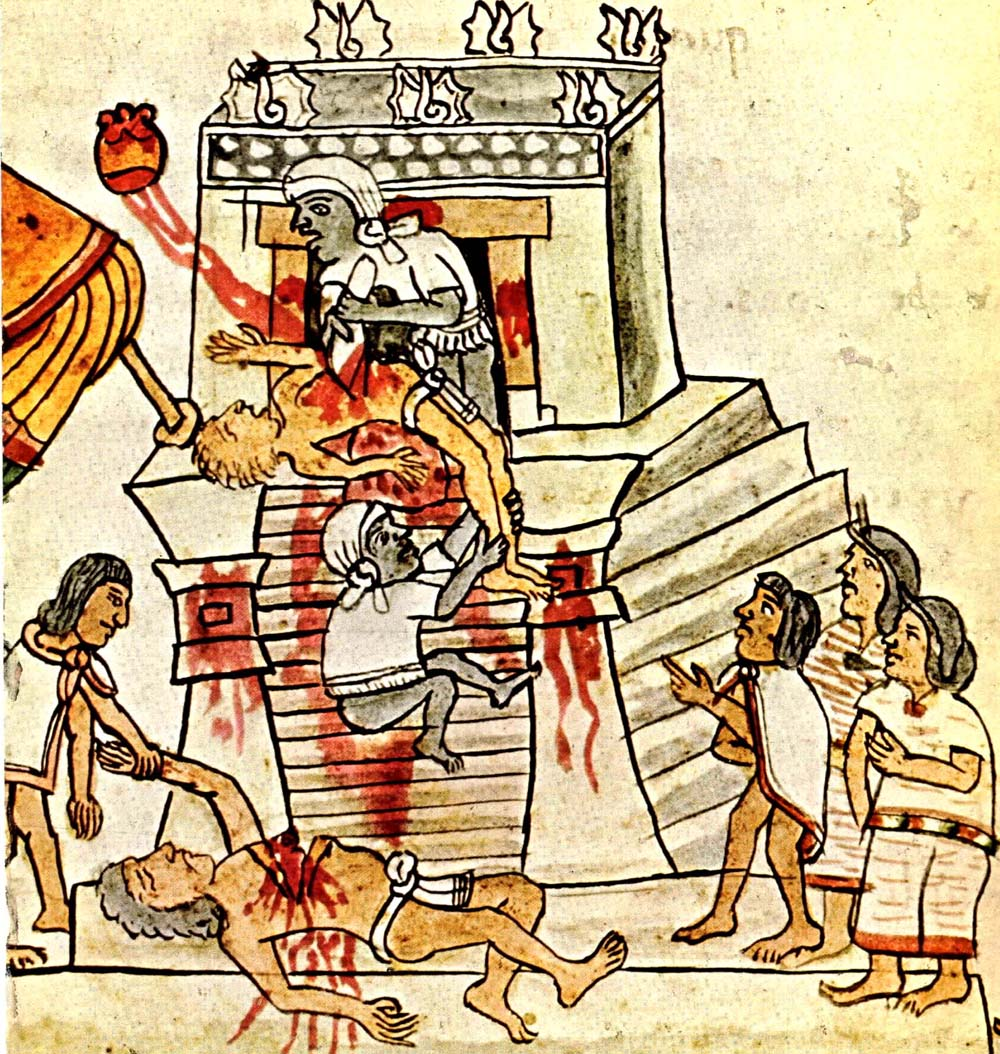
składanie ofiary z ludzi
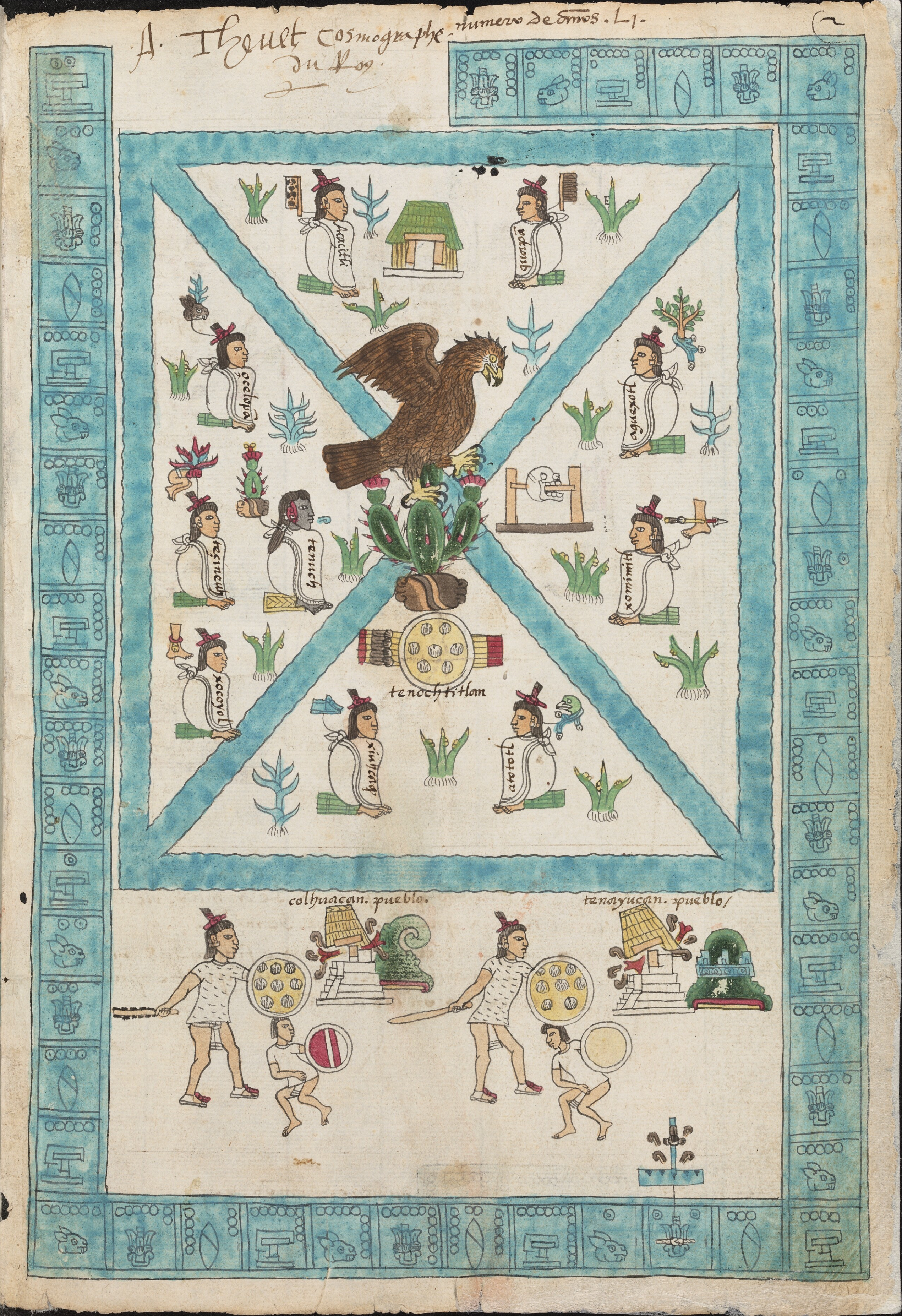
pierwsza strona Kodeksu Mendoza